# Hugam
Hugam é uma aldeia localizada no distrito de Anantnag, em Jammu e Caxemira, na Índia. Está situado a doze quilômetros do distrito de Anantnag. É conhecida por sua cultura altamente educada e ambiente de convivência e harmonia. Está cercada por vilarejos vizinhos como Khairbug, Poshkreedi, Darigund e Adlash.

## Dados demográficos
De acordo com o censo da Índia em 2011, Hugam tem 246,5 hectares em área, com 1.770 pessoas em cerca de 311 casas. Caxemira é a língua principal, enquanto urdu, hindi e inglês também são falados.
Os habitantes desta vila incluem muçulmanos e hindus. Atualmente, existem duas escolas de ensino médio, duas escolas primárias e uma escola secundária. As pessoas trabalham em várias profissões, principalmente na agricultura, educação e horticultura.